# Campaña de Flandes
El teatro de operaciones de los Países Bajos durante la guerra de la Primera Coalición, más conocido como la campaña de Flandes, se refiere a una serie de campañas militares en los Países Bajos acaecidas entre el 20 de abril de 1792 y el 7 de junio de 1795 durante los primeros años de la guerra de la Primera Coalición. A medida que la Revolución Francesa se radicalizaba, la Convención Nacional revolucionaria y sus predecesoras pusieron fin al poder de la Iglesia católica (1790), abolieron la monarquía (1792) e incluso ejecutaron al depuesto rey Luis XVI de Francia (1793), rivalizando por extender la Revolución más allá de las fronteras de la recién creada República francesa, por medios violentos si era necesario. La Primera Coalición, una alianza de estados reaccionarios que representaba al Antiguo Régimen en Europa Central y Occidental—Austria Habsburgo (incluyendo los Países Bajos meridionales), Prusia, el reino de Gran Bretaña, la República Neerlandesa (los Países Bajos septentrionales), los electorados de Hannover y de Hesse-Kassel—movilizó ejércitos a lo largo de todas las fronteras francesas, amenazando con invadir la Francia revolucionaria y restaurar la monarquía por las armas. Las operaciones militares subsecuentes a lo largo de las fronteras francesas con los Países Bajos y Alemania se convirtieron en el principal teatro de operaciones de la guerra de la Primera Coalición hasta marzo de 1796, cuando Napoleón asumió el mando francés en el frente italiano.
Las incursiones francesas entre abril y junio de 1792 en los Países Bajos austríacos fueron desastrosas y llevaron con el tiempo a que revolucionarios radicales frustrados depusieran al rey Luis XVI en agosto. Al imprevisto éxito francés en la batalla de Jemappes en noviembre de 1792 le siguió una importante victoria de la Coalición en la batalla de Neerwinden en marzo de 1793. Tras esta etapa inicial, las tropas más numerosas se reunieron en la frontera franco-flamenca. En este teatro de operaciones, un ejército combinado de tropas anglo-hannoverianas, neerlandesas, hessianas, austríacas imperiales y prusianas (del sur del río Sambre) se enfrentó al ejército republicano del Armée du Nord, y (más al sur) a dos ejércitos más pequeños, el Armée des Ardennes y el Armée de la Mosela. Los aliados tuvieron varias victorias iniciales, pero fueron incapaces de avanzar más allá de las fortalezas fronterizas francesas. Las tropas de la coalición se vieron obligadas con el tiempo a retirarse a raíz de una serie de contraofensivas francesas y de la decisión austríaca en mayo de 1794 de redesplegar todas sus tropas en Polonia.
Los aliados crearon un nuevo frente de batalla en el sur de los Países Bajos y Alemania, pero ante la escasez de suministros y la retirada de los prusianos, se vieron obligados a continuar su retirada a lo largo el arduo invierno de 1794 y comienzos de 1795. Los austriacos se retiraron al bajo Rin y los británicos hicieron lo propio a Hannover, de donde fueron evacuados en algún punto. Los victoriosos franceses recibieron la ayuda de los Patriotas de los Países Bajos septentrionales y meridionales, que previamente se habían visto obligados a huir a Francia cuando sus propias revoluciones fracasaron en el norte en 1787 y en el sur entre 1789 y 1791. Estos Patriotas regresaron entonces bajo banderas francesas autodenominándose «bátavos» y «belgas» para 'liberar' a sus países. Los ejércitos republicanos avanzaron hacia Ámsterdam y a comienzos de 1795 reemplazaron a la República Neerlandesa con un estado cliente de Francia, la República Bátava, mientras que los Países Bajos Austríacos y el principado-obispado de Lieja fueron anexados por la República Francesa.
Prusia y el electorado de Hesse-Kassel reconocieron la victoria francesa y sus ganancias territoriales con el Tratado de Basilea (1795). Por su parte, Austria no reconoció la pérdida de los Países Bajos meridionales sino hasta el Tratado de Leoben en 1797 y el Tratado de Campo Formio que le siguió. El estatúder neerlandés Guillermo V, príncipe de Orange, que había escapado a Inglaterra, se negó inicialmente a reconocer la República Bátava, ordenándole a todas las colonias neerlandesas que aceptaran provisionalmente la autoridad británica en las Cartas de Kew. No fue sino hasta las Cartas de Oranienstein en 1801 que Guillermo reconoció a la República Bátava, y su hijo Guillermo Federico aceptó el principado de Nassau-Orange-Fulda como compensación por la pérdida de su estatúderado hereditario.

## Contexto

### Francia, Gran Bretaña y la República Neerlandesa
Para finales de la Guerra de Independencia de los Estados Unidos, a comienzos de la década de 1780, Francia brindaba un apoyo financiero importante a los revolucionarios estadounidenses para ayudar a que las Trece Colonias se independizaran del Imperio británico. Si bien Londres tuvo que reconocer la independencia de los Estados Unidos en 1783, tal éxito de la política exterior francesa tuvo un costo financiero aterrador, en tanto el reino de los Borbones se enfrentaba a enormes deudas. Aunque el Acuerdo de Eden de 1786 puso fin a la guerra económica anglo-francesa y permitió a ambos países recuperarse en alguna medida, los términos eran muy desfavorables para los franceses, lo que avivó el resentimiento.

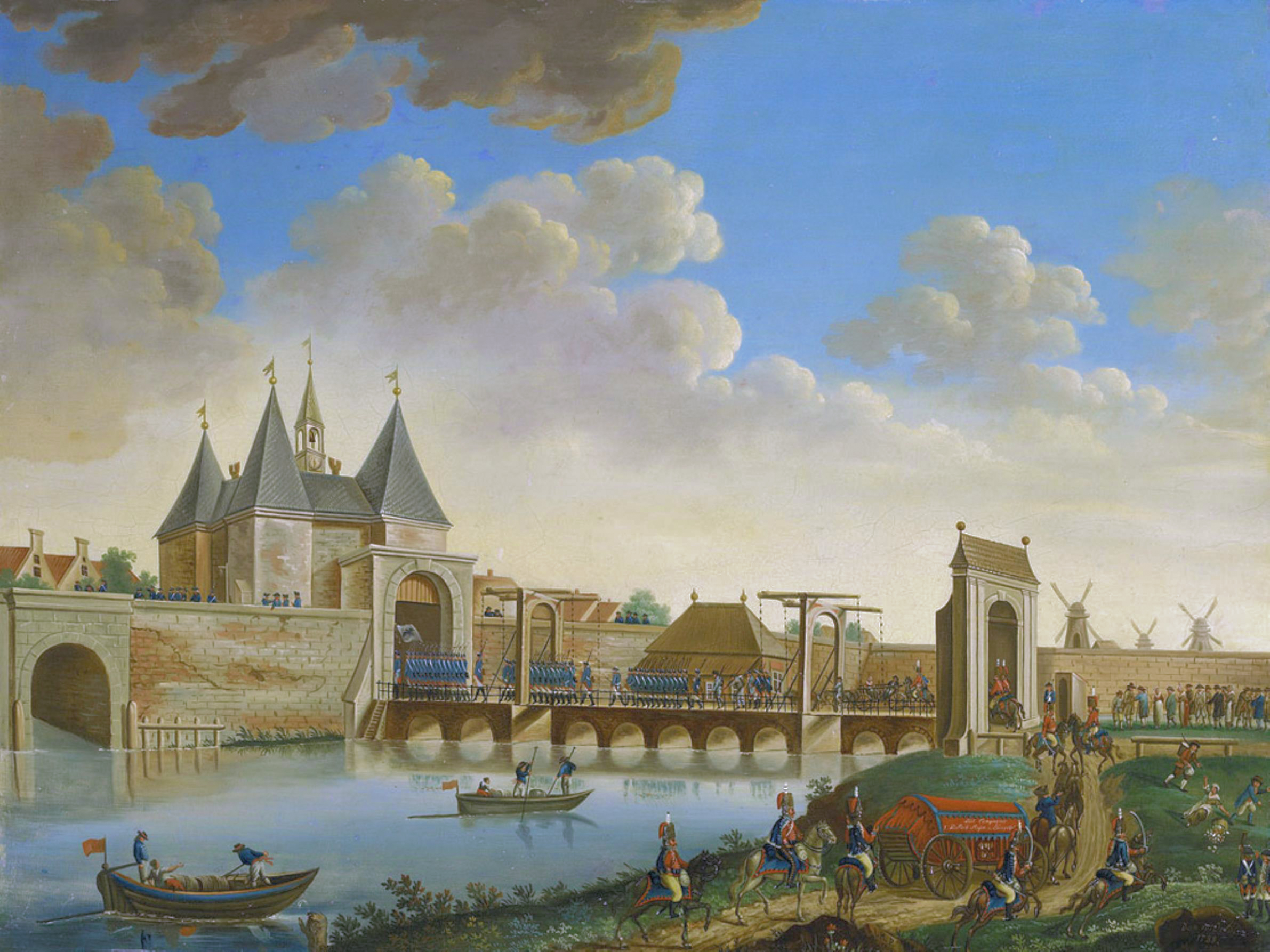
Tropas prusianas entran en Ámsterdam, 1787

La República Neerlandesa (también conocida como Provincias Unidas de los Países Bajos) había estado dividida respecto al asunto de la Revolución estadounidense: Mientras que el régimen estatúderiano de Guillermo V de Orange, buscaba respaldar a su primo Jorge III del Reino Unido contra los revolucionarios estadounidenses, un gran grupo de regenten Patriotas neerlandeses democrático-republicanos apoyaba a los revolucionarios y buscaba iniciar relaciones comerciales con ellos. Tensiones crecientes llevaron al Reino Unido a declarar la cuarta guerra anglo-neerlandesa (1780-1784), que diezmó por completo a la marina neerlandesa. Las defensas terrestres de los Países Bajos septentrionales estaban también en malas condiciones, ya que su Ejército de los Estados no había luchado en una guerra en 45 años. El creciente descontento de los Patriotas con el gobierno orangista durante la guerra incitó la llamada Revolución Bátava, impulsada por el panfleto de 1781 Aan het Volk van Nederland ('Al pueblo de los Países Bajos', difundido de manera anónima por Joan Derk van der Capellen), que invitaba a todos los ciudadanos a armarse y derrocar al estatúder. Las tensiones entre las dos facciones escalaron hasta convertirse en una breve guerra civil de bajo nivel entre 1786 y 1787.
Guillermo V logró a duras penas reprimir la revuelta Patriota gracias a la intervención prusiana y británica en 1787, exiliando a muchos Patriotas a Francia. Los aliados anglo-prusianos de Guillermo le permitieron preservar la Casa de Orange así como fortalecer su régimen autoritario de estatúder por medio de la Ley de Garantía (abril de 1788). Bajo la Triple Alianza de agosto de 1788, las Provincias Unidas de los Países Bajos se convirtieron de facto en un protectorado anglo-prusiano. Cuando estalló la Revolución francesa en mayo y junio de 1789, el Reino Unido y la República Neerlandesa adoptaron inicialmente una política neutral hacia la revolución en Francia, país que se retiró temporalmente del escenario internacional para abordar sus problemas internos. Incluso cuando revolucionarios de los Países Bajos meridionales le ofrecieron a Guillermo unir los Países Bajos bajo el estandarte de su casa entre mayo de 1789 y comienzos de 1790, el estatúder norteño rechazó tales avances y se negó a involucrarse.

### Países Bajos meridionales, Austria y Prusia
A la vez que se desarrollaba la Revolución francesa, crisis políticas simultáneas se estaban gestando en los Países Bajos austríacos, ya que el emperador José II había estado tratando de imponer varias reformas políticas desde 1787, frente a una férrea oposición de la nobleza y el clero conservadores. El revolucionario Henri Van der Noot había buscando en vano el favor de los tribunales orangistas y británicos en mayo de 1789 para que se llevara a cabo una intervención militar en los Países Bajos meridionales para expulsar a los Habsburgo austríacos. Sólo Prusia mostró un interés limitado en tal petición, y aunque rechazaba las ideas revolucionarias, encontraba atractiva cualquier posibilidad de debilitar a sus rivales Habsburgo. La situación llegó a un punto crítico cuando José II lanzó un golpe de Estado el 18 de junio de 1789, aboliendo unilateralmente los Estados Generales y revocando todos los privilegios nobles. El arzobispo Joannes-Henricus de Franckenberg llamó finalmente a una resistencia armada para defender a la Iglesia católica, y la sociedad secreta Pro aris et focis liderada por Jan Frans Vonck y Jan-Baptist Verlooy comenzó a reclutar tropas para armar un ejército rebelde. Se unieron algunos Patriotas exiliados del norte que vivían en Bruselas. Con la escalada de la Revolución Francesa en el sur y la Revolución liejense estallando en el vecino Principado-Obispado de Lieja en agosto de 1789, finalmente la Revolución brabanzona estalló en los Países Bajos austríacos en octubre de 1789. El ejército brabantino rebelde derrotó a las tropas austriacas en la batalla de Turnhout en octubre, y para enero de 1790, Patriotas revolucionarios liderados por Van der Noot y Vonck habían tomado control de la mayoría de los Países Bajos meridionales y proclamaron los Estados Belgas Unidos, junto a la República de Lieja. Ambos estados rebeldes estaban protegidos de manera extraoficial por un ejército prusiano en Lieja para poder frustrar posibles intentos de restauración por parte de Austria.
No obstante, aparte del pequeño ejército prusiano, ninguna potencia extranjera apoyó al naciente sistema político belga, y si bien muchos revolucionarios en Bruselas usaban escarapelas de color naranja en enero y febrero de 1790, con la esperanza de unir los Países Bajos septentrionales y meridionales bajo la Casa de Orange, Guillermo V una vez más no mostró interés alguno. Más aún, divisiones al interior de la rebelión brabanzona llevaron pronto a un conflicto entre los estatistas conservadores liderados por Van der Noot y los vonckistas liberales, que fueron expulsados. Finalmente, tras la muerte de José II y el ascenso al trono austríaco de su hermano Leopoldo II, Leopoldo se reconcilió con Federico Guillermo II de Prusia con el Tratado de Reichenbach (27 de julio de 1790), ya que ambos gobernantes temían una agresión francesa y decidieron cooperar. A raíz de la presión diplomática anglo-austriaca, las tropas prusianas se retiraron de Lieja para permitir que avanzara la restauración austríaca. La tregua de Viena con los otomanos en septiembre dejó libres a 30.000 soldados para lanzar una expedición militar a los Países Bajos meridionales, poniendo fin tanto a los Estados Belgas Unidos como a la República de Lieja en enero de 1791. La mayoría de los estatistas hicieron las paces con el gobierno conservador de Leopoldo II. No obstante, el fervor revolucionario no había desaparecido, y cuando ejércitos republicanos franceses invadieron el sur en noviembre de 1792, Patriotas liejanos y vonckistas ayudaron en su conquista. Unos 2.500 emigrantes liejanos y de los Países Bajos meridionales lucharon del lado francés en la batalla de Jemappes.
Según el historiador neerlandés Ernst Kossmann (1986): «Al final, el conflicto entero en el Norte y en el Sur alcanzó la misma conclusión: el ejército prusiano encontró tan escasa resistencia en la República [neerlandesa] como la que encontró el ejército austriaco en Bélgica. Y así como el restaurado régimen orangista convirtió a los Patriotas en francófilos extremistas, los vonckistas exiliados en Francia olvidaron el nacionalismo del que había nacido su movimiento y, dieron con el tiempo alegremente la bienvenida a la revolución extranjera en sus tierras. El hecho más importante de los años que siguieron fue la desnacionalización de la facción reformista democrática que se había originado del nacionalismo».

## Comienzo de la guerra
Entretanto, la fallida fuga de Varennes en junio de 1791 del rey Luis XVI de Francia y su reina nacida en Austria María Antonieta (hermana de Leopoldo II), provocó aún más sentimientos antirrealista y republicanos, radicalizando aún más la Revolución francesa. Una vez resueltas sus diferencias y aplastadas las revoluciones brabanzonals y liejanas en los Países Bajos meridionales, Austria y Prusia dirigieron su atención a Francia y proclamaron la Declaración de Pillnitz (27 de agosto de 1791) según la cual era «del interés común de todos los soberanos de Europa» que la familia real francesa no sufriera daño alguno y, de ser necesario, intervinieran militarmente para proteger la monarquía. Los girondinos, la facción dominante en la Asamblea Nacional Legislativa, querían exportar la revolución a otros países así como quebrar el poder de otros monarcas europeos, a la vez que Luis XVI esperaba que sus poderes reales plenos fueran restaurados si Francia llegaba a perder una guerra contra Austria y Prusia, que habían firmado una alianza defensiva el 7 de febrero de 1792. De esta manera, apoyado por la Asamblea girondina, Luis XVI declaró la guerra a Austria el 20 de abril de 1792, y Prusia se unió inmediatamente a sus aliados austriacos contra Francia.  El Reino Unido y los Provincias Unidas de los Países Bajos intentaron mantener neutralidad, pero el gobierno británico estaba cada vez más preocupado por la seguridad de las Provincias Unidas.
El comando general aliado era liderado por el comandante austríaco, el príncipe Josías de Sajonia-Coburgo-Saalfeld, con un equipo de consejeros austríacos que respondían al emperador Francisco II y al ministro de Asuntos Exteriores de Austria, Johann de Thugut. Cuando el Reino Unido entró en la guerra en febrero de 1793, Federico, duque de York se vio obligado a seguir objetivos establecidos por Henry Dundas, el ministro de Asuntos Exteriores de William Pitt. Así, las decisiones militares aliadas en la campaña se vieron atenuadas por objetivos políticos provenientes de Viena y Londres.
En oposición a los aliados, los ejércitos de la República Francesa se encontraban en un estado de alteración; viejos soldados del Antiguo Régimen luchaban codo a codo con voluntarios novatos, movidos por el fervor revolucionario del representante en misión. Muchos de los miembros de la antigua clase de oficiales habían emigrado, dejando en particular a la caballería en caóticas condiciones. Tan solo el brazo de artillería, menos afectado por la emigración, había sobrevivido intacto. Los problemas se habrían de agudizar tras la introducción del servicio militar obligatorio, la llamada leva en masa, en 1793. Comandantes franceses tuvieron que buscar un equilibrio entre mantener la seguridad de la frontera y clamores por la victoria (lo que protegería al régimen en París), por un lado, y la desesperada condición del ejército, por el otro, mientras ellos mismos vivían constantemente bajo sospecha por parte de los representantes. El precio del fracaso o la deslealtad era la guillotina.

## Campaña de 1792

### Fracasos franceses iniciales
Las primeras escaramuzas en el frente norte tuvieron lugar en las batallas de Quiévrain y de Marquain (del 28 al 30 de abril de 1792), en las que ejércitos revolucionarios franceses mal preparados fueron expulsados fácilmente de los Países Bajos austríacos. Los revolucionarios tuvieron que mantenerse a la defensiva durante meses, perdiendo Verdún y salvando Thionville a duras penas hasta que la inesperada derrota de la Coalición en la batalla de Valmy (20 de septiembre de 1792) dio vuelta a la situación y abrió una nueva posibilidad de invasión hacia el norte. Este nuevo impulso dio animo a los revolucionarios para abolir definitivamente la monarquía y proclamar al día siguiente la Primera República francesa.

### Batalla de Jemappes y retirada de Austria

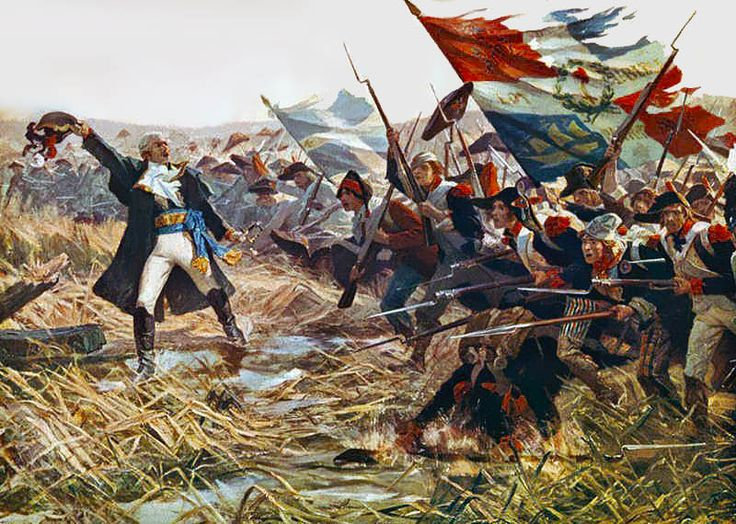
Pintura del que romantiza la batalla de Jemappes

El 6 de noviembre de 1792, el comandante francés Charles François Dumouriez logró una victoria sorpresiva sobre el comando imperial liderado por el duque Alberto de Sajonia-Teschen y Francisco de Clerfayt en la batalla de Jemappes. Para fines de 1792, Dumouriez había avanzado prácticamente sin oposición a lo largo de casi todos los Países Bajos austríacos y el Principado-Obispado de Lieja, área que corresponde aproximadamente a la Bélgica actual. A medida que los austriacos se retiraban, Dumouriez vio una oportunidad en los Patriotas exiliados de derrocar a la débil República Neerlandesa haciendo un movimiento audaz hacia el norte. Una segunda división francesa al mando del venezolano Francisco de Miranda maniobró contra los austriacos y los hannoverianos en Bélgica oriental.
El gobierno francés emitió una declaración el 16 de noviembre para poner fin al cierre sobre el río Escalda y reabrirlo a la navegación tras 200 años, además de afirmar el derecho de los ejércitos franceses a perseguir a las tropas austriacas hasta territorio neutral. Otro decreto en el 19 de noviembre estableció que la República francesa habría de brindar apoyo a revolucionarios en el extranjero. El gobierno británico consideró que tales declaraciones e incursiones iniciales en territorio neerlandés violaban la soberanía y neutralidad de los Países Bajos e inició preparaciones para la guerra. Entretanto, Guillermo V se había unido a la coalición antifrancesa, llevando a los ejércitos franceses a justificar una invasión de Brabante de los Estados. En diciembre de 1792, Miranda conquistó Roermond.

## Campaña de 1793

### Invasión de Dumouriez a la República Neerlandesa

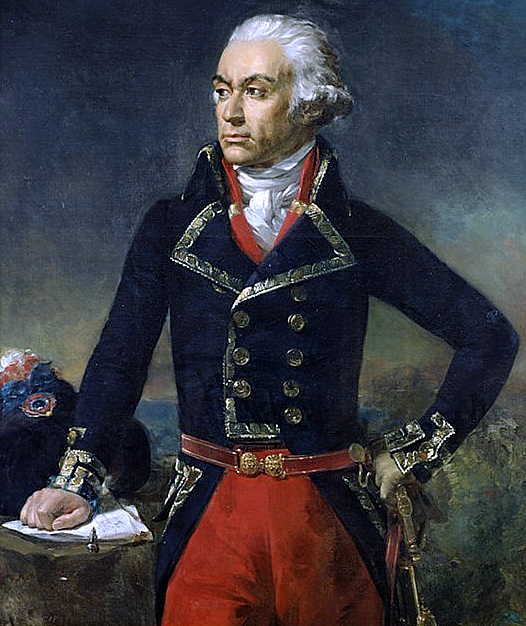
General Dumouriez. Pintura de 1834 de Jean-Sébastien Rouillard

El aguillotinamiento del depuesto rey francés Luis XVI el 21 de enero de 1793 avivó más temores entre los demás monarcas europeos de que el turno les tocaría a ellos. Francia declaró formalmente la guerra al Reino Unido y los Países Bajos el 1 de febrero de 1793, así como a España al poco tiempo. A lo largo de 1793, el Sacro Imperio Romano Germánico, el reino de Cerdeña, el reino de Portugal, el reino de Nápoles y el de Toscana declararon la guerra a Francia. Los ejércitos aliados se movilizaron a lo largo de todas las fronteras francesas, estando las más grandes e importantes en la región fronteriza franco-belga de Flandes. El primer ministro británico, William Pitt (el Joven), se comprometió a financiar la formación de la Primera Coalición.
En los Países Bajos, el objetivo inmediato de los aliados era el de expulsar a los franceses de la República Neerlandesa (actuales Países Bajos) y de los Países Bajos austríacos (actual Bélgica), y luego avanzar a París para poner fin al caótico y sangriento gobierno republicano francés. Austria y Prusia apoyaron ampliamente tal objetivo, pero a ambos les escaseaba dinero. El Reino Unido acordó invertir un millón de libras para financiar un gran ejército austríaco en el campo además de un ejército hannoveriano más pequeño, y envió una fuerza expedicionaria que llegó a crecer hasta aproximadamente 20.000 tropas británicas bajo el mando del hijo menor del rey, Federico, duque de York. Apenas 1.500 soldados desembarcaron inicialmente en York en febrero de 1793.
El 16 de febrero de 1793, el ejército republicano de Dumoriez, el Armée du Nord, avanzó desde Amberes e invadió la provincia neerlandesa de Brabante. Las tropas neerlandesas retrocedieron hasta la línea del Mosa, abandonando la fortaleza de Breda tras un breve asedio, y el estatúder pidió ayuda al Reino Unido. Al cabo de nueve días, se reunió y envió una brigada inicial de guardias británica a través del Canal de la Mancha, desembarcando en Hellevoetsluis bajo el mando del general Gerard Lake y el duque de York. Simultáneamente, a la vez que Dumouriez avanzaba al norte hacia Brabante, un ejército separado comandado por Francisco de Miranda ponía sitio a Maastricht el 23 de febrero. No obstante, los austriacos habían recibido reforzados y contaban con 39.000 hombres y, comandados ahora por Sajonia-Coburgo, cruzaron el río Rur el 1 de marzo y repelieron a los republicanos franceses cerca de Aldenhoven. Al día siguiente, los austriacos tomaron Aquisgrán antes de llegar a Maastricht en el Mosa y obligaron a Miranda a levantar el asedio.
En la parte norte de este teatro de operaciones, Coburg frustró las ambiciones de Dumouriez con una serie de victorias que resultaron en la total expulsión de los franceses de los Países Bajos austríacos. Esta exitosa ofensiva llegó a su clímax cuando Dumouriez fue derrotado en la batalla de Neerwinden el 18 de marzo de 1793 y de neuvo en la batalla de Lovaina el 21 de marzo. Dumouriez desertó a los aliados el 6 de abril, siendo reemplazado por el general Picot de Dampierre como comandante del Armée du Nord. Francia enfrentó ataques en varios frentes y casi nadie esperaba que la guerra fuera a durar mucho más. No obstante, en lugar de aprovechar esta ventaja, el avance aliado se tornó lento y pesado. El gran ejército de coalición en el Rin comandado por el Carlos, duque de Brunswick se mostró reacio a avanzar debido a esperanzas de que se llegara a un acuerdo político. El ejército de coalición en Flandes tuvo la oportunidad de destruir al desmoralizado ejército de Dampierre, pero el estado mayor austríaco no era plenamente consciente del nivel de debilidad francesa y, mientras esperaba la llegada de refuerzos del Reino Unido, Hannover y Prusia, recurrió en cambio a sitiar fortalezas a lo largo de las fronteras francesas, siendo su primer objetivo Condé-sur-l'Escaut, en la confluencia de los ríos Haine y Escalda.

### Ofensiva de primavera de la coalición

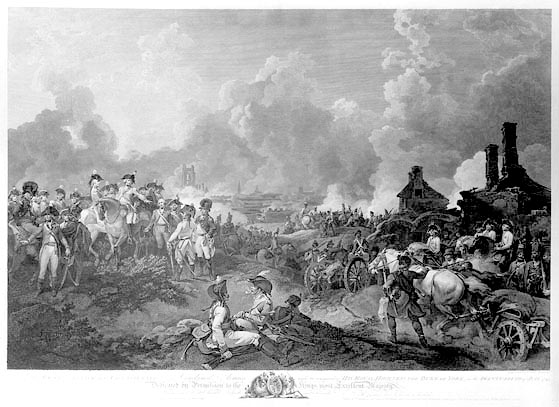
El ataque del duque de York a Valenciennes

A comienzos de abril, las potencias aliadas se reunieron en Amberes para acordar su estrategia contra Francia. Coburg era un líder reticente y esperaba que se llegara al final de la guerra por el uso de la diplomacia con Dumouriez, llegando incluso a emitir una proclama en la que declaraba que era «aliado de todo amigo del orden, abjurando de todos los proyectos de conquista en nombre del Emperador», de la que sus dueños políticos lo obligaron a retractarse inmediatamente. Los británicos deseaban recibir Dunkerque como indemnización contra la guerra y propusieron su apoyo a la campaña militar de Coburg siempre y cuando los austriacos apoyaran sus planes políticamente inspirados en Dunkerque. Coburg propuso con el tiempo atacar a Condé y Valenciennes a su vez y luego avanzar contra Dunkerque.
En el frente del río Rin, los prusianos pusieron sitio sobre Maguncia, que resistió entre el 14 de abril y el 23 de julio de 1793, y montaron simultáneamente una ofensiva que arrasó Renania, eliminando tropas pequeñas y desorganizadas del ejército francés. En Flandes, mientras tanto, Coburg empezó a circunvalar las fortificaciones francesas en Condé-sur-l'Escaut, reforzadas ahora por las tropas anglo-hannoverianas del duque de York y el contingente prusiano de Alexander von Knobelsdorff . Enfrentando a los aliados, y con sus hombres en desesperada necesidad de descanso y reorganización, Dampierre se vio además obstaculizado y controlado por los representantes en misión. El 19 de abril Dampierre atacó a los aliados a través de un amplio frente en St. Amand, pero su ataque fue repelido. El 8 de mayo los franceses intentaron una vez más llevar refuerzos a Condé, pero, tras un feroz combate en Raismes, en el que Dampierre resultó mortalmente herido, el intento fracasó.
La llegada del duque de York y Knobelsdorff elevó el número de tropas al mando de Coburg a más de 90.000 hombres, lo que permitió a Coburg avanzar contra Valenciennes. El 23 de mayo, los ejércitos anglo-hannoverianos del duque de York tuvieron su primera acción en la batalla de Famars. En la misma región del Paso de Calais, los franceses, ahora bajo el mando de François Joseph Drouot de Lamarche, fueron repelidos en una operación combinada que allanó el camino para el asedio de Valenciennes de 1973. El mando del Armée du Nord fue confiado a Adam de Custine, quien había logrado victorias en el Rin en 1792. De Custine, sin embargo, necesitaba tiempo para reorganizar al desmoralizado ejército y decidió retirarse a la fortaleza del Campamento de César cerca de Bohain. Se llegó a un punto muerto cuando de Custine sintió que sería incapaz de tomar la ofensiva, mientras que los aliados se enfocaron en los asedios de Condé y Valenciennes. En julio ambas ciudades cayeron: Condé el 10 de julio y Valenciennes el 28 de julio. De Custine fue llamado inmediatamente a París para responder por su tardanza y fue guillotinado.

### Campaña otoñal

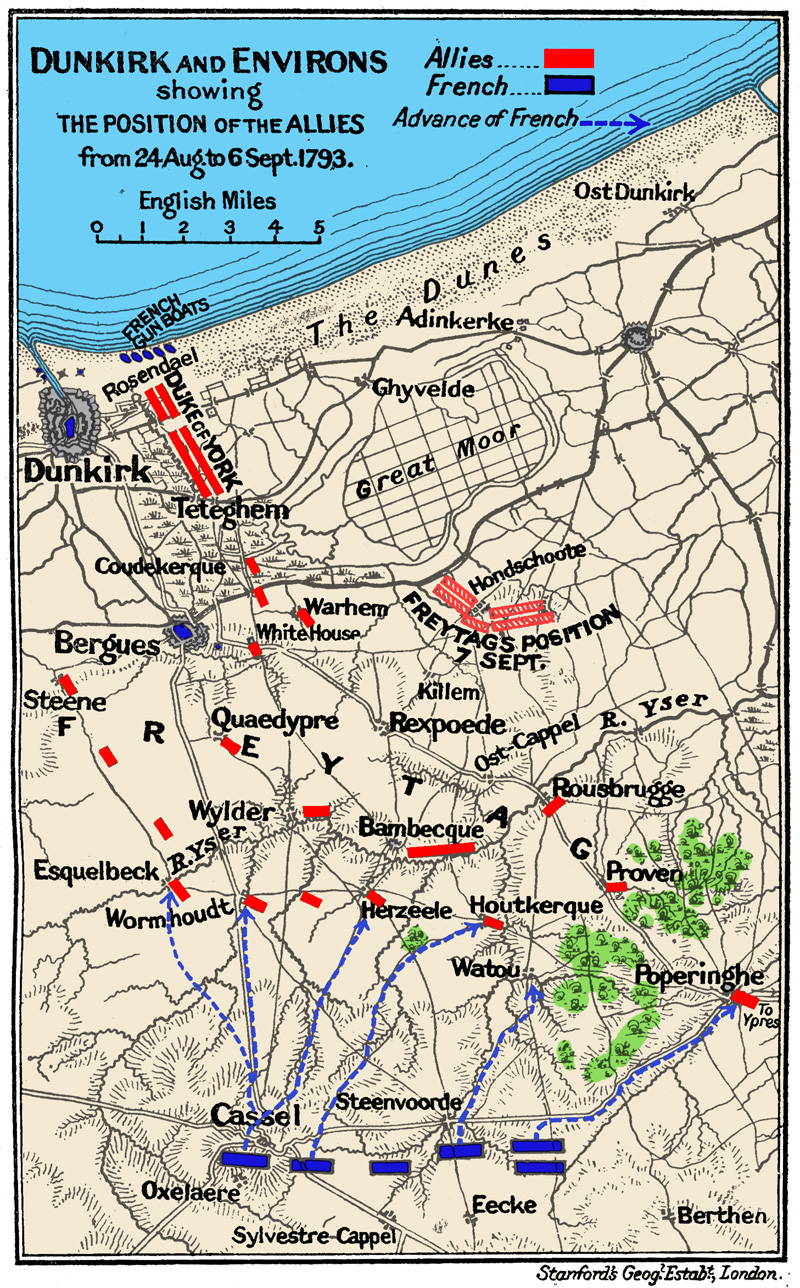
Batalla de Hondschoote (entre el 6 y el 8 de septiembre de 1793)

El 7 y 8 de agosto, los franceses, ahora comandados por Charles Kilmaine, fueron repelidos del Campamento de César al norte de Cambrai. La siguiente semana, en el sector de Tourcoing, tropas neerlandesas al mando de Guillermo, Príncipe Heredero de Orange intentaron repetir el éxito, pero tuvieron un rudo recibimiento por las tropas comandadas por Jean-Baptiste Jourdan en Lincelles hasta que la brigada de la Guardia Británica las liberó.
Francia se encontraba ahora a merced de la Coalición. La caída de las ciudades de Condé y Valenciennes había abierto una brecha en las defensas fronterizas. Los ejércitos de campaña republicanos estaban en desorden. No obstante, en lugar de concentrarse, los aliados decidieron dispersar sus ejércitos. En el sur, el contingente prusiano de Knobelsdorf partió para unirse al ejército prusiano principal en el frente del río Rin, mientras que en el norte, el duque de York recibió órdenes del Secretario de Estado Dundas de sitiar el puerto francés de Dunkerque, que los británicos planeaban utilizar como base militar y ficha de negociación en cualquier negociación de paz futuro. Esto llevó a un conflicto con Coburg, quien necesitaba que los ejércitos de ocupación protegieran su flanco acompañando su avance hacia Cambrai. Sin el apoyo del duque de York, los austriacos prefirieron en cambio asediar Le Quesnoy, que fue circunvalada por Clerfayt el 19 de agosto.
Las fuerzas del duque York iniciaron el asedio de Dunkerque, aunque no estaban preparadas para un asedio prolongado y no habían aún recibido artillería de asedio pesada ninguna. El Armée du Nord, ahora bajo el mando de Jean Nicolas Houchard, derrotó el flanco izquierdo expuesto del duque de York bajo el mando del general hannoveriano Freytag en la batalla de Hondschoote, lo que obligó al duque a levantar el asedio y abandonar su equipo. Las tropas anglo-hannoverianas retrocedieron manteniendo el orden hasta Veurne, donde lograron recuperarse al no haber persecución francesa alguna. El plan de Houchard había sido de hecho simplemente repeler al duque de York para poder marchar hacia el sur para llevar refuerzos a Le Quesnoy. Aunque el 13 de septiembre derrotó al Príncipe Heredero Guillermon en Menin (Menen), capturando 40 cañones y empujando a los neerlandeses hacia Brujas y Gante, tres días después sus ejércitos fueron derrotados a su vez a manos de Jean Pierre de Beaulieu en Courtrai.
Al mismo tiempo, más al sur, Coburg había capturado Le Quesnoy el 11 de septiembre, lo que le permitió mover sus ejércitos hacia el norte para ayudar al duque de York y obtener una importante victoria sobre una de las divisiones de Houchard en Avesnes-le-Sec. Como si estos fracasos no hubieran sido suficientes para los franceses, llegó a París la noticia de que en Alsacia Carlos Guillermo Fernando, duque de Brunswick, había derrotado a los franceses en Pirmasens. Se apoderó de los jacobinos un pánico feroz. Se impusieron leyes que pusieron todas las vidas y propiedades a disposición del régimen. Houchard fue acusado de traición por no continuar con su victoria en Hondschoote y por la derrota en Menen, y fue arrestado y guillotinado el 17 de noviembre en París.
A finales de septiembre, Coburgo comenzó a circunvalar Maubeuge, aunque para aquel entonces los ejércitos aliados estaban al límite. El duque de York no logró ofrecer mucho apoyo ya que su mando estaba muy debilitado, no sólo por el cansancio de la campaña, sino también por Dundas en Londres, quien empezó a retirarle tropas para reasignarlas a las Indias Occidentales. En consecuencia, el reemplazo de Houchard, Jean-Baptiste Jourdan, logró concentrar sus ejércitos y derrotar por poco a Coburg en la batalla de Wattignies, lo que obligó a los austriacos a levantar el sitio de Maubeuge. La Convención Nacional ordenó entonces una ofensiva general hacia la base del duque de York en Ostende. A mediados de octubre, Dominique-Joseph Vandamme sitió Nieuwpoort, Etienne MacDonald capturó Wervicq y Jean-Baptiste Dumonceau repelió a los hannoverianos de Menen. Con todo, los franceses se vieron obligados a retroceder ante fuertes rechazos en Cysoing el 24 de octubre y en Marchiennes el 29 de octubre, poniendo fin efectivamente a la campaña del año.

## Campaña de 1794
Durante el invierno, ambos bandos aprovecharon para reorganizarse. Se transportaron refuerzos desde el Reino Unido para apuntalar la línea de la Coalición. En el ejército austríaco, Federico, príncipe de Hohenlohe y jefe del Estado Mayor de Coburg fue reemplazado por Karl Mack von Leiberich. A comienzos de 1794, el ejército de campaña aliado contaba con algo más de 100.000 soldados, estando la mayor parte del ejército en posiciones entre Tournai y Bettignies, con ambos flancos extendidos aún más con pequeños puestos de avanzada y cordones hasta el río Mosa a la izquierda y hasta la costa del Canal a la derecha. Enfrentándolos, el Armée du Nord estaba ahora comandado por Jean-Charles Pichegru, y había recibido numerosos refuerzos por reclutas como resultado de la Leva en masa, resultando en una fuerza combinada de los ejércitos del Norte y de las Ardenas (excluyendo las guarniciones) de alrededor de 200.000 hombres, casi dos a uno sobre los ejércitos de Coburg.

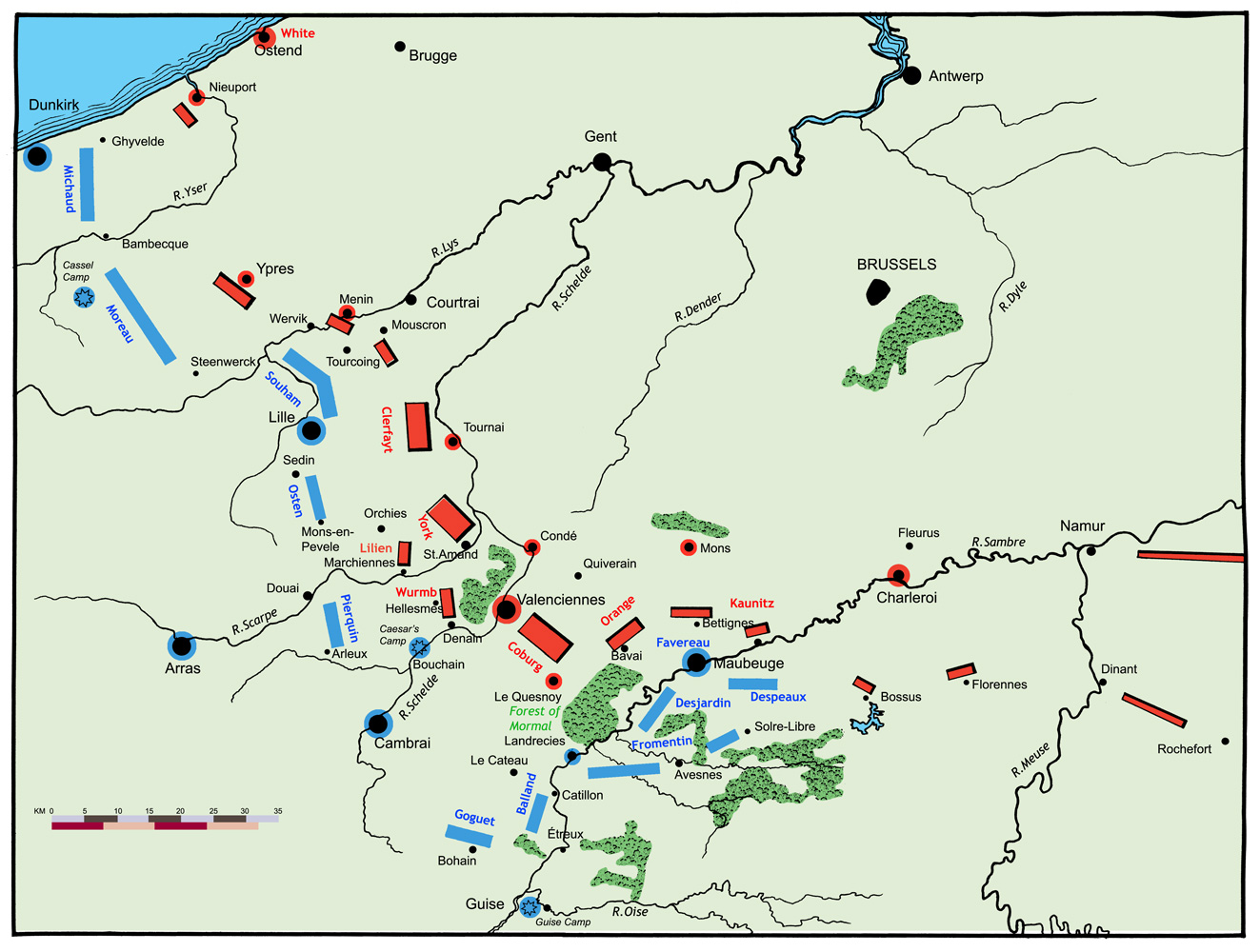
Posiciones de los ejércitos a principios de abril de 1794, al inicio de la campaña de 1794. En naranja las tropas de la Primera Coalición y en azul las de la República francesa

### Asedio de Landrecies
A comienzos de abril de 1794, las tropas austriacas recibieron un gran aliento cuando el emperador Francisco II se unió a Josías de Coburg en el cuartel general de los aliados. La primera acción de la campaña fue un avance francés desde Le Cateau el 25 de marzo, ataque que fue repelido por Clerfayt tras un duro combate. Dos semanas después los aliados iniciaron su avance con una serie de marchas encubiertas y acciones pequeñas para facilitar la captura de la fortaleza de Landrecies. El duque de York avanzó desde Saint-Amand hacia Le Cateau, mientras que Josías de Coburg lideraba la columna central desde Valenciennes y Le Quesnoy, y a su izquierda el Príncipe Guillermo lideraba las tropas de asedio desde Bavay a través del Bosque de Mormal hacia Landrecies. El 17 de abril, el duque de York repelió al general francés Louis Antoine Goguet de Vaux y Prémont, mientras los ejércitos austríacos avanzaban en dirección a Wassigny contra Antoine Balland. El Príncipe Guillermo inició entonces el Asedio de Landrecies, mientras que el ejército aliado cubría la operación en semicírculo. A la izquierda, en el extremo oriental de la línea, estaban los mandos de József Alvinczi y Franz, conde de Kinsky, que se extendían desde Maroilles, seis kilómetros al este de Landrecies, al sur hasta Prisches y luego al suroeste hasta la línea del río Sambre. En la ribera occidental del río, la línea aliada corría hacia el oeste desde Catillon hacia Le Cateau y Cambrai. La derecha de la línea aliada estaba bajo el mando del duque de York y terminaba cerca de Le Cateau. Una línea de puestos de avanzada corría hacia el noroeste a lo largo de la línea del río Selle.
El plan de los franceses era atacar ambos flancos aliados, mientras enviaban columnas de refuerzos hacia Landrecies. El 24 de abril, un pequeño ejército de caballería británico y austríaco repelió a un ejército similar al mando de Charles Chapuis en Villers-en-Cauchies. Dos días después, Pichegru lanzó un intento de tres puntas para llevar refuerzos a Landrecies. Dos de las columnas del este fueron repelidas por las tropas de Kinsky, Alvinczi y el joven archiduque Carlos, mientras que la tercera columna de Chapuis que avanzaba desde Cambrai fue prácticamente destruida por el duque de York en la batalla de Beaumont/Coteau/Troisvilles el 26 de abril. 

### Contraofensiva francesa de mayo
La ciudad de Landrecies cayó el 30 de abril de 1794 y Josías de Coburg centró su atención en Maubeuge, el último obstáculo que quedaba para poder avanzar hacia el interior de Francia. Sin embargo, el mismo día Pichegru comenzó su retrasada contraofensiva en el norte, derrotando a Clerfayt en la batalla de Mouscron y retomando Courtrai (Cortrique) y Menen.

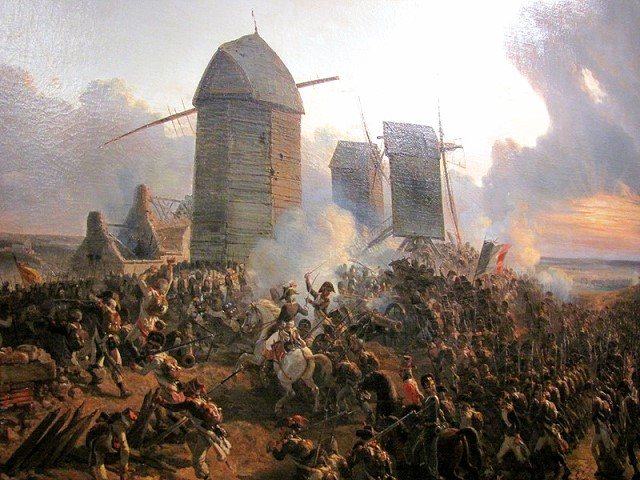
Batalla de Mouscron (29 de abril de 1794), pintada por Charles Louis Mozin (1839)

Durante 10 días hubo un respiro mientras ambos bandos se consolidaban, hasta que Josías de Coburg lanzó ataques para recuperar las posiciones del norte el 10 de mayo. La columna francesa al mando de Jacques Philippe Bonnaud fue derrotada por el duque de York en la batalla de Willems, pero Clerfayt fracasó en recuperar Courtrai y nuevamente fue repelido en la batalla de Courtrai.
Las tropas de la Coalición planearon frenar el avance de Pichegru con un ataque amplio que involucraba a varias columnas aisladas, plan ideado por Mack. En la batalla de Tourcoing, entre el 17 y el 18 de mayo, tal esfuerzo se tornó en un desastre logístico al verse interrumpidas las comunicaciones y las columnas se retrasaron. Apenas un tercio de los ejércitos aliados alcanzó a entrar en acción y sólo pudieron ser liberadas tras la pérdida de 3.000 hombres. Al estar Pichegru ausente en el Sambre, el mando francés en Tourcoing había recaído en Joseph Souham. A su regreso al frente, Pichegru renovó la ofensiva para aprovechar la ventaja, pero a pesar de ataques repetidos fue frenado en la batalla de Tournay el 22 de mayo.
A la vez, la punta de lanza en el este de la ofensiva de Pichegru ocurría en el río Sambre, donde divisiones del ala derecha del Armée du Nord de Pichegru al mando de Jacques Desjardin y el Ejército de las Ardenas al mando de Louis Charbonnier atacaron al otro lado del río para intentar establecer un punto de apoyo en la orilla norte. Su objetivo era capturar Mons, lo que cortaría las líneas de suministro y comunicaciones desde la principal base de los aliados en Bruselas hasta el centro del ejército de Coburg, alrededor de Landrecies y Le Quesnoy. 
El primer cruce francés fue repelido en la batalla de Grand-Reng el 13 de mayo, donde un alto mando fatalmente dividido llevó al fracaso del ataque frontal de Desjardin contra el príncipe Kaunitz, comandante aliado, al tiempo que Charbonnier se mantuvo al margen e ignoró la batalla, dejando a Desjardin vulnerable a un contraataque de los aliados. Un segundo intento de consolidar una posición en la orilla norte se vio derrotado en la batalla de Erquelinnes el 24 de mayo cuando los aliados sorprendieron a los franceses atacando desde la niebla de la madrugada.
Si bien el frente aliado se mantuvo intacto, el subsiguiente compromiso de Austria con la guerra se debilitó cada vez más. Prusia ya estaba a punto de retirarse de la guerra pues percibían una duplicidad austriaca en Baviera. El emperador estaba fuertemente influenciado por su ministro de Asuntos Exteriores, el barón Johann von Thugut, para quien las consideraciones políticas siempre prevalecían sobre los planes militares. En mayo de 1794 su obsesión se centraba en sacar provecho de la Tercera partición de Polonia, y tropas y generales comenzaron a ser retirados del mando de Coburg. Mack renunció ofendido como jefe de Estado Mayor el 23 de mayo y fue reemplazado por el príncipe Cristián Augusto de Waldeck-Pyrmont, un partidario de Thugut. En un consejo de guerra celebrado el 24 de mayo, el emperador Francisco II pidió que se votara sobre la retirada y luego partió hacia Viena. Sólo el duque de York se mostró en desacuerdo con la retirada.
La decisión de retirada se tomó a pesar de victorias en el flanco sur, tales como en las batallas de Grand-Reng, Erquelinnes o la victoria de Wichard Joachim Heinrich von Möllendorf en la batalla de Kaiserslautern cuando sus prusianos tomaron por sorpresa a los franceses, el 24 de mayo. Con el flanco norte provisionalmente estabilizado, Coburg movió tropas hacia el sur para apoyar a Kaunitz, quien renunció prontamente tras ser reemplazado por el Príncipe Heredero. Pichegru aprovechó entonces el debilitamiento del sector norte aliado para volver a la ofensiva e iniciar el asedio de Ypres, el 1 de junio. Souham repelió una serie de contraataques supinamente ineficaces por parte de Clerfayt durante la primera mitad de junio.
En el frente del río Sambre, tras las dos derrotas previas, las divisiones al mando de Desjardin y Charbonnier habían tomado la decisión de capturar Charleroi como base fortificada para anclar su posición sobre la orilla norte, antes de intentar avanzar hacia Mons. Cruzaron una tercera vez y sitiaron Charleroi, pero el 3 de junio recibieron un contraataque del Príncipe de Orange en la batalla de Gosselies y fueron repelidos hasta el otro lado del Sambre.

### Batalla de Fleurus

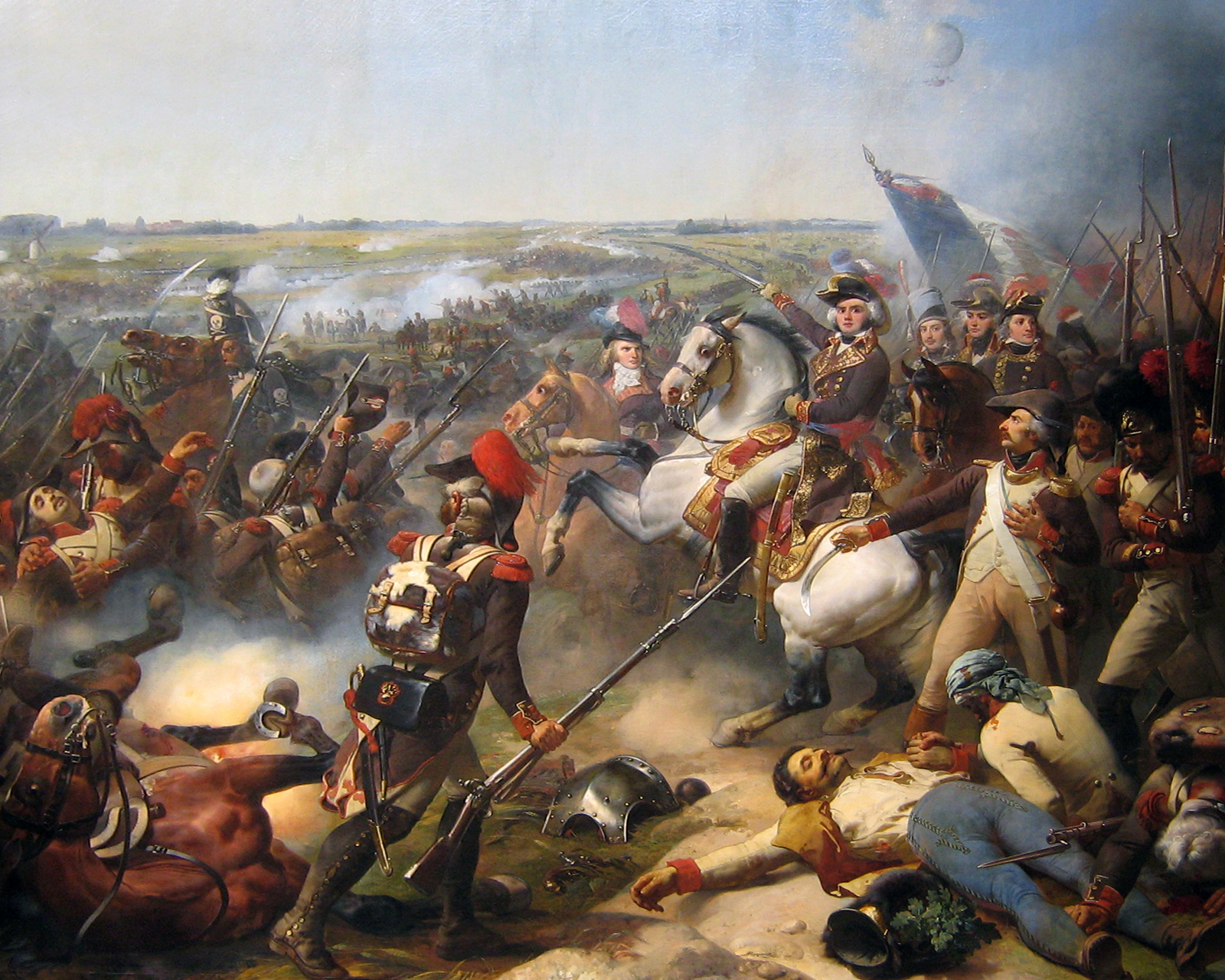
Jourdan en la batalla de Fleurus con el globo l'Entreprenant al fondo (Jean-Baptiste Mauzaisse 1837; Galería de las Batallas, Palacio de Versalles)

Los franceses recibieron entonces refuerzos de cuatro divisiones del ejército de Mosela al mando de Jean-Baptiste Jourdan, quien había recibido órdenes de reforzar el ejército en el Sambre mientras operaba hacia el sureste contra Johann Peter Beaulieu. Jourdan, que asumió luego el mando de todo el ejército, inició un cuarto cruce y un segundo asedio de Charleroi. En la batalla de Lambusart el 16 de junio, sus divisiones de avance se toparon con las columnas de ataque de Orange en medio de una espesa niebla. Tomados por sorpresa, los franceses se vieron forzados a retirarse.
Sin haber sido realmente dañado por Lambusart, el ejército francés cruzó el río Sambre y atacó de nuevo tan solo dos días después, el 18 de junio, tomando a Coburg por sorpresa. Este día Ypres se rindió a su vez a Pichegru. Sin necesidad de llevar refuerzos a Ypres, Coburg decidió concentrar la mayor parte de sus tropas en el Sambre en lugar de hacer retroceder a Jourdan, dejando al duque de York en Tournai y a Clerfayt en Deinze para enfrentarse a Pichegru y cubrir el flanco derecho. No obstante, Clerfayt pronto fue repelido de Deinze y se retiró detrás de Gante, lo que obligó al duque de York a retirarse detrás del río Escalda.
Charleroi se rindió a los franceses un día antes del intento de llevar refuerzos por parte de Coburg con la fuerza austríaca principal. El 26 de junio, Coburg atacó a Jourdan en la batalla de Fleurus. A pesar de ser inicialmente repelido, Jourdan logró mantener la línea e incluso contraatacó al final del día. Si bien los resultados de la batalla no fueron tácticamente concluyentes, Coburg optó por la retirada tras comprobar que Charleroi había sido capturada y que no había ningún asedio que su ejército necesitara socorrer. La batalla de Fleurus habría de resultar ser el punto de inflexión decisivo. De acuerdo con el historiador Digby Smith (1998): «Para esta etapa de la guerra, el tribunal de Viena estaba convencido de que no valía la pena ya el esfuerzo de tratar de aferrarse a los Países Bajos austríacos y se sospecha que Coburgo renunció a la oportunidad de una victoria aquí para poder avanzar hacia el este».
Con avances franceses tanto en el sur como en el norte, los austriacos suspendieron el ataque antes de que hubiera un resultado claro y se retiraron hacia Mont St. Jean en el norte, y de allí a Bruselas el 1 de julio, cuando el ala izquierda de Jourdan avanzó desde Charleroi capturando Mons. Se trató del inicio de una retirada general aliada a Renania y Holanda, en la que los austriacos prácticamente abandonaron su control de 80 años sobre los Países Bajos Austríacos.  La influencia negativa de Thugut ha sido mencionada como uno de los factores más decisivos en la derrota de la campaña, posiblemente más importante que Tourcoing y Fleurus.

### Retirada aliada de Fleurus a Malinas

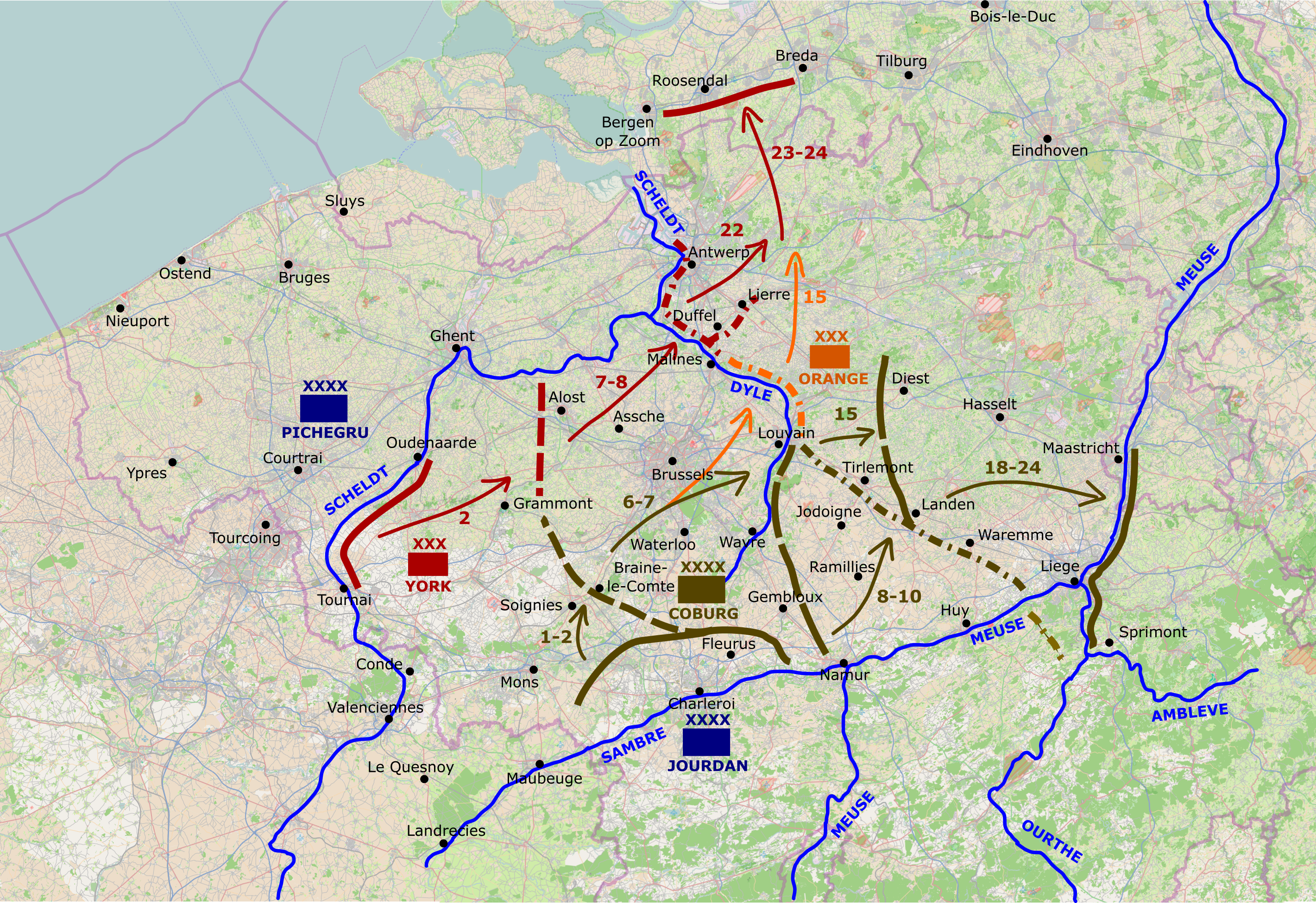
Los aliados se retiran hacia el norte después de la batalla de Fleurus. Los números representan las fechas aproximadas de julio durante las cuales se llevó a cabo cada etapa del retiro.
Tropas pagas británicas del duque de York
Tropas austríacas de Josías de Coburgo
Tropas neerlandesas de Orange separadas del ejército principal austriaco
Tropas francesas de Pichegru y Jourdan

Los ejércitos aliados en Flandes quedaron divididos en dos grupos distintos, las tropas del duque de York y el ejército austríaco y neerlandés principal al mando de Coburg. Si bien todas las fuerzas todavía estaban de nombre bajo el mando de Coburg, los dos ejércitos funcionaban esencialmente por separado, con sus propios objetivos políticos y, a menudo, sin consideración por el otro. Mientras que el objetivo de Coburg era el de retirarse hacia el este para poder proteger el río Rin y Alemania de los franceses, el objetivo del duque de York era retirarse hacia el norte para proteger Holanda. 
Mientras tanto, el Armée du Nord de Pichegru había estado amenazando a las tropas del duque de York en el río Escalda en Oudenaarde, pero recibió órdenes a finales de junio de trasladarse a la costa y capturar los puertos flamencos de Ostende, Nieuwpoort y Sluis, y luego invadir Holanda. Aunque se salvó del ataque, el duque de York se vio forzado a retirarse hacia Alost (la actual Aalst) a través de Grammont (Geraardsbergen) tras las capturas franceses de Mons y Soignies el 1 y 2 de julio respectivamente, empujando a Coburg hacia el este y exponiendo el flanco izquierdo y la retaguardia de York. 
Mientras que el duque de York había evacuado cada una de las guarniciones británicas como parte de su retirada, la guarnición de Nieuwpoort había permanecido en su sitio a raíz de la promesa de Henry Dundas, el Secretario de Guerra británico, de que serían evacuados por mar. Tal promesa nunca se cumplió. Nieuwpoort fue sitiada, capturada el 16 de julio y los emigrantes franceses de la guarnición fueron masacrados por la artillería en el foso de defensa de la ciudad.
En Waterloo, el 5 de julio, Josías de Coburg y el duque de York acordaron que el ejército aliado iba a intentar defender una línea desde Amberes hasta Lovaina, Wavre, Gembloux y Namur. No obstante, un día después, y ante ataques de parte de Jourdan (cuyas tropas se habían constituido oficialmente como el Ejército de Sambre-y-Meuse el 29 de junio) a lo largo de toda la línea desde Braine-le-Comte hasta Gembloux, Coburg canceló el acuerdo y se retiró hacia el este, a Malinas y Lovaina, abandonando Bruselas y dejando expuesto el flanco izquierdo del ejército del duque de York.
Los días 7 y 8 de julio, Jourdan atacó el flanco izquierdo de Coburg cerca de Namur, obligándolo a retroceder a Ramillies y aislando Namur, la que prosiguió a asediar. Temiendo quedar aislado del Mosa, Coburg retiró entonces a su ejército entero hacia Tirlemont (la actual Tienen), lo que instigó al duque de York a retirarse a su vez más allá del río Dyle a través de Malinas y Assche.
Los aliados quedaron conformados por los 30.000 soldados del duque de York que custodiaban el Dyle desde Amberes hasta Malinas, el ejército neerlandés al mando del Príncipe de Orange que defendía desde Malinas hasta Lovaina, y los austríacos al mando de Josías de Coburg en una línea desde Lovaina hasta Tienen, Landen, Waremme y las orillas del Mosa, con un destacamento adicional al otro lado del río entre los ríos Mosa y Ourthe.
Pichegru procedió a ocupar entonces Bruselas el 10 de julio, y tanto su ejército como el de Jourdan marcharon a través de la ciudad en desfiles victoriosos ese día.

### Retirada aliada de Malinas a Holanda y el Mosa
A lo largo de esta retirada, los aliados no recibieron mayor presión, en gran parte debido al hecho de que el ejército de Pichegru se había desviado a la costa de Flandes, mientras que Jourdan había recibido órdenes de destacar 40.000 soldados de su ejército de campaña de aproximadamente 140.000 bajo el mando de Barthelemy Scherer para recuperar las fortalezas clave austriacas de Landrecies, Le Quesnoy, Valenciennes y Condé (Conde-sur-l'Escaut), en el interior de Francia, y aisladas en ese momento por la retirada austriaca.
El 12 de julio, Pichegru avanzó contra Malinas con 18.000 hombres, mientras que Jourdan avanzó contra Lovaina, Jodoigne y Huy en el Mosa. Pichegru capturó Malinas con facilidad de manos del duque de York el día 15, en tanto que Jourdan capturaba Lovaina el mismo día.  De acuerdo con reportes, Jodoigne fue capturada en algún momento antes del 17 y Namur se rindió el 19 de julio.
Cuando Lovaina fue capturada, el ejército neerlandés se retiró hacia el norte, a su tierra natal, en lugar de seguir a los austriacos que defendían la ciudad con ellos en su retirada al este hasta Diest. En este punto, los neerlandeses empezaron a su vez a perseguir sus propios objetivos militares, separados del ejército austríaco de Coburgo, aunque seguían estando aparentemente bajo su mando. Con su flanco izquierdo nuevamente expuesto, el duque de York lo repelió retirándose a lo largo del río Nethe desde Lierre hasta Duffel, mientras planeaba recuperar Malinas junto con los neerlandeses el día 18. No obstante, el día 18, el duque de York recibió noticias de Coburg de que había decidido retroceder su ejército principal aún más, de Tirlemont a Landen. Dos días después, el duque de York se dio cuenta de que Coburg había ordenado sigilosamente a los austriacos que protegían su flanco izquierdo en Diest retirarse aún más al este, hasta Hasselt, exponiendo así su retaguardia a otro ataque sin siquiera informarle.
La retirada adicional de Coburg hacia el este obligó al duque de York a retroceder nuevamente hacia el norte, evacuando Amberes el 22 de julio (que fue ocupada por Pichegru tres días después) y retirándose al norte a través de la frontera neerlandesa hacia Roosendaal el 24 de julio, día en el que Coburg se retiró finalmente a través del Mosa en Maastricht, tomando posiciones alrededor de Fouron le Comte. Esta retirada marcó la separación final de los ejércitos británicos y austriacos, e incluso el fin de la cooperación (al menos de nombre) que habían tenido previamente, puesto que los dos ejércitos ahora perseguían objetivos completamente divergentes.
El 27 de julio, los franceses capturaron Lieja, aboliendo el Principado-Obispado por tercera vez desde 1789, esta vez de manera permanente. Se dio inicio a la demolición de la Catedral de Nuestra Señora y San Lamberto, que era a los ojos de los revolucionarios el símbolo del poder y la opresión clerical.

### Segunda invasión de la República Neerlandesa
En agosto de 1794 ocurrió una pausa en las operaciones militares al centrar los franceses sus esfuerzos contra los puertos belgas del Canal (Sluis cayó el 26 de agosto), y el duque de York intentó infructuosamente de encontrar apoyo austriaco. Bajo la presión del Reino Unido, el emperador decidió destituir a Coburg, pero su cargo fue ocupado temporalmente por el aún más impopular Clerfayt. Tras la caída de Le Quesnoy y Landrecies a manos de los franceses, Pichegru renovó su ofensiva el día 28, forzando al duque de York a retirarse hasta la línea del río Aa, donde fue atacado en Boxtel y persuadido a retroceder al Mosa. El 18 de septiembre, Clerfayt fue derrotado en la batalla de Sprimont a orillas del río Ourthe, seguida de una nueva derrota a manos de Jourdan en la batalla de Aldenhoven en el río Rur el 2 de octubre, haciendo que los austriacos retrocedieran al Rin y poniendo fin definitivo a la presencia austriaca en los Países Bajos. Sólo quedó la guarnición en la poderosa fortaleza de la ciudad de Luxemburgo, pero a partir del 22 de noviembre habría de estar fuertemente asediada durante siete meses.
Para el otoño, en los Países Bajos, los franceses, incluyendo a los Patriotas neerlandeses al mando de Herman Willem Daendels, habían capturado Eindhoven y habían hecho una pausa en su persecución en el río Waal . Los orangistas neerlandeses rindieron la ciudad de 's-Hertogenbosch (Bolduque) el 12 de octubre tras un intenso asedio de tres semanas. El duque de York planeó una contraofensiva con ayuda de Austria para llevar refuerzos a Nimega, pero la operación fue abandonada cuando el contingente de Hannover se retiró. El 7 de noviembre, tras un breve asedio, Nimega se consideró insostenible y la ciudad fue abandonada también en manos de los franceses. El duque de York hizo preparativos para defender la línea del río Waal durante el invierno, pero a comienzos de diciembre fue llamado de vuelta a Inglaterra. En su ausencia, el Conde von Walmoden, teniente general hannoveriano, se hizo cargo del ejército aliado, mientras que William Harcourtcomandaba el contingente británico. Para este momento los prusianos estaban en conversaciones de paz con los franceses y Austria parecía dispuesta a hacer lo propio. Aunque William Pitt (el Joven) rechazó airadamente cualquier sugerencia de que se negociara con Francia,la posición británica en la República Neerlandesa parecía cada vez más insegura.

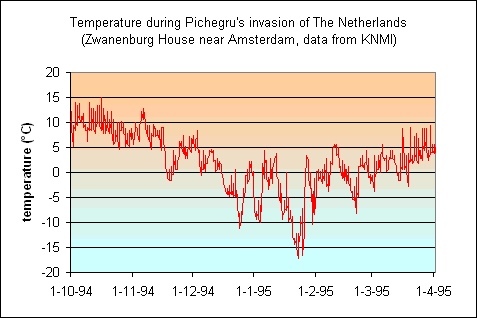
Temperatura durante el invierno de 1794-1795.

El 10 de diciembre, tropas al mando del neerlandés Herman Willem Daendels atacaron a través del Mosa en un fallido ataque sobre las defensas neerlandesas en la zona de Bommelerwaard. No obstante, en los días siguientes, las temperaturas cayeron en picado y los ríos Mosa y Waal empezaron a congelarse, lo que permitió a los franceses reanudar su avance. Para el 28 de diciembre, los franceses habían ocupado Bommelwaard y las Tierras de Altena. Brigadas de la división de Delmas, al mando de Daendels y de Pierre-Jacques Osten, moviéndose libremente, lograron infiltrarse en la línea de agua holandesa y capturaron fortificaciones y pueblos a lo largo de un frente de más de treinta kilómetros.

## Campaña de 1795

### Caída de la República neerlandesa
Cuando las tropas de vanguardia francesas cruzaron el río Waal, ejércitos británicos y hessiano lanzaron contraataques exitosos en Tuil y Geldermalsen, pero el 10 de enero Pichegru ordenó un avance general a través del río congelado entre Zaltbommel y Nimega y los aliados se vieron forzados a retirarse detrás del Bajo Rin. El 15 de enero, el ejército anglo-hannoveriano abandonó sus posiciones e inició una retirada hacia Alemania, pasando por Amersfoort, Apeldoorn y Deventer, en medio de una feroz tormenta de nieve. El 16 de enero la ciudad de Utrecht se rindió. Revolucionarios neerlandeses liderados por Cornelis Krayenhoff presionaron al ayuntamiento de Ámsterdam el 18 de enero para que la ciudad se rindiera, lo que ocurrió poco después de la medianoche, causando una Revolución Bátava pro-francesa. El estatúder Guillermo V, Príncipe de Orange, y sus seguidores habían huido al exilio en Inglaterra ese mismo día. Los revolucionarios neerlandeses proclamaron la República Bátava el 19 de enero y, en medio de una gran celebración popular en la Plaza Dam, erigieron un árbol de la libertad. En la tarde, tropas francesas entraron en la ciudad y fueron recibidas entre vítores por los habitantes. El 24 de enero flota neerlandesa en Den Helder fue capturada.

### Evacuación británica
Los británicos continuaron con su retirada hacia el este, marchando en medio de una fuerte tormenta de nieve, mal vestidos y con hambre. Para la primavera de 1795 habían abandonado por completo el territorio neerlandés y alcanzaron el puerto de Bremen, parte del reino de Hannover. Allí esperaron órdenes del Reino Unido. William Pitt, consciente de que cualquier éxito inminente en el continente era prácticamente imposible, dio por fin la orden de retirarse al Reino Unido, llevándose consigo lo que quedaba de las tropas neerlandesas, alemanas y austriacas que se habían retirado junto con ellos. El ejército del duque de York había perdido más de 20.000 soldados en los dos años de guerra. Tras el embarque de la mayoría del ejército británico hacia Inglaterra en abril de 1795, un pequeño contingente al mando del mayor general David Dundas se quedó en el continente hasta diciembre del mismo año. La rendición de Luxemburgo el 7 de junio de 1795 concluyó la conquista francesa de los Países Bajos, marcando de esta forma el final de la campaña de Flandes.

## Consecuencias

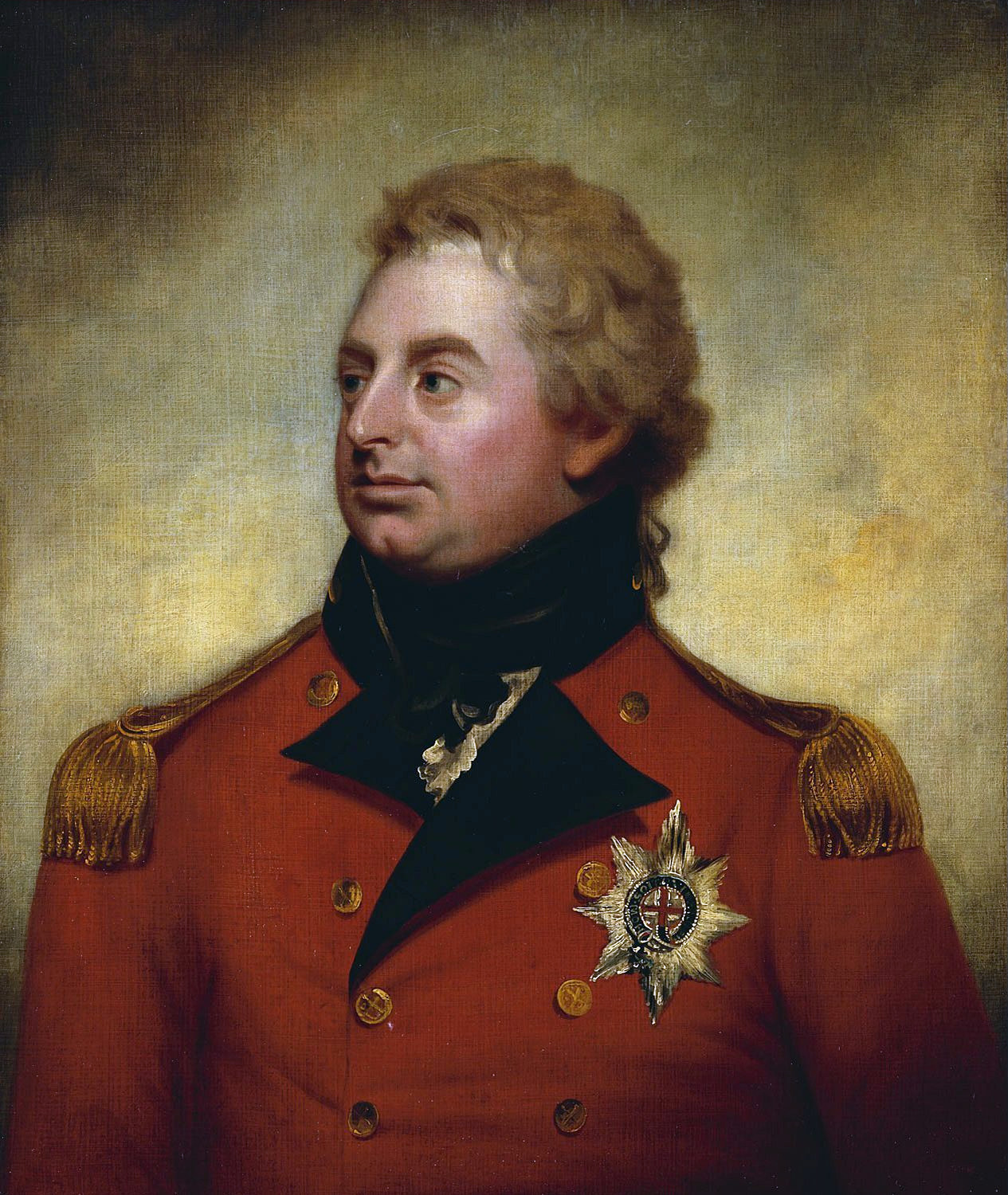
El duque de York dirigió los ejércitos británicos y la campaña a menudo se asocia popularmente con él.

Para los británicos y austriacos la campaña resultó desastrosa. Austria perdió uno de sus territorios, los Países Bajos austríacos (que constituyen en gran medida los actuales Bélgica y Luxemburgo), mientras que los británicos perdieron a sus aliados más cercanos en el continente europeo: la República Neerlandesa. Habrían de pasar más de veinte años antes de que volviera a instalarse en La Haya un gobierno probritánico amistoso. Prusia también abandonó al Príncipe de Orange, a quien había salvado en 1787, y había ya firmado una paz por separado con Francia el 5 de abril, entregando todas sus posesiones en la orilla occidental del Rin (Güelders prusiano, Moers y la mitad de Cléveris). La Coalición se desmoronó aún más cuando España admitió la derrota en la Guerra de la Convención y se pasó al bando francés. Aunque Austria continuaría con éxito sus Campañas del Rin, nunca recuperó su posición en los Países Bajos meridionales y fue continuamente derrotada por los ejércitos franceses bajo el mando de Napoleón en el norte de Italia. Finalmente pidió la paz en 1797 en Campo Formio, reconociendo la conquista de los Países Bajos por parte de Francia.
En la imaginación popular británica, el duque de York era ampliamente considerado un diletante incompetente, cuya falta de conocimientos militares había llevado al desastre. La campaña llevó a que fuera ridiculizado en la cultura popular. Algunos historiadores como Alfred Burne (1949)  o Richard Glover (2008) han puesto en duda firmemente tal caracterización, y la derrota del duque de York no le impidió ocupar futuros mandos militares, incluyendo un largo mandato como Comandante en jefe del ejército (1795–1809; 1811–1827).
Varias razones se adujeron para explicar el fracaso aliado en la campaña. Objetivos variables y contradictorios de los comandantes, mala coordinación entre las distintas naciones, pésimas condiciones para las tropas e interferencia externa de políticos civiles como Henry Dundasen el caso británico y Johann von Thugut en el del  Sacro Imperio. Asimismo, en particular hacia el final de la campaña, se hizo evidente la confianza gradual y la flexibilidad de los ejércitos franceses en comparación con las fuerzas aliadas, más profesionales pero obsoletas.
La campaña demostró las numerosas debilidades del ejército británico tras años de abandono, y el duque de York en su nuevo papel de Comandante en jefe instauró un programa masivo de reformas. Si bien tuvo un gran desempeño en muchas ocasiones, el ejército austríaco se vio plagado de la timidez y el conservadurismo de sus comandantes, cuyas órdernas fueron a menudo muy lentas y poco concluyentes.
Tanto los británicos como los austriacos abandonaron los Países Bajos como su principal teatro de operaciones, un drástico cambio en estrategia, ya que con anterioridad habían sido su principal teatro de operaciones en otras guerras europeas. El Reino Unido decidió utilizar en cambio su poder marítimo para atacar las colonias francesas en las Indias Occidentales. Los austriacos hicieron a partir de entonces del frente italiano su principal línea de defensa. El Reino Unido intentó brevemente emprender una invasión de la República Bátava en 1799, nuevamente bajo el mando del duque de York, pero se fue a pique rápidamente y se vieron obligados a concluir la Convención de Alkmaarcon los rusos y retirarse de nuevo.

## Legado
En Gran Bretaña, una de las asociaciones duraderas con la campaña es la canción infantil «El grande y viejo duque de York», aunque había existido al menos 200 años antes de la guerra. Alfred Burne menciona una rima prácticamente idéntica The king of France went up the hill (El rey de Francia subió la colina) escrita en 1594. Sigue habiendo un debate considerable sobre si la rima se refiere a la posterior campaña de Helder de 1799, cuando York volvió a liderar un ejército británico en los Países Bajos.
Para los británicos, las lecciones aprendidas en la campaña de Flandes llevaron a reformas generalizadas del ejército en todos los niveles, encabezadas por el nombramiento del duque de York como Comandante en jefe. El ejército compacto y profesional que sirvió posteriormente en la Guerra de la Independencia Española se creó sobre la base de las lecciones aprendidas en los Países Bajos en 1794.
Los aliados no tendrían una oportunidad similar de derrocar al nuevo régimen francés sino hasta 1814. Para Austria y el Imperio, la pérdida de los Países Bajos austríacos habría de tener efectos a largo plazo, en tanto la dominación republicana en esta región ejerció una presión enorme sobre el orden del Sacro Imperio Romano Germánico y constituyó un factor decisivo en su posterior colapso en 1806. El control francés sobre los Países Bajos permitió que sus ejércitos penetraran profundamente en Alemania durante los años que siguieron y permitió después a Napoleón establecer el Bloqueo Continental. Asimismo, para los franceses, la victoria en el campo sirvió para solidificar la peligrosa situación interna del gobierno. Tras esta campaña, el Ejército de Sambre-et-Meuse se convirtió en el principal ejército ofensivo, mientras que el Armée du Nord quedó relegado en gran medida a un estatus de guarnición. De los comandantes, Josías de Coburgo nunca volvió a servir en el campo de batalla, como tampoco lo hizo Pichegru, quien quedó desacreditado y murió luego en prisión tras participar en un complot contra Napoleón. El duque de York habría de liderar una segunda expedición a Holanda en medio de la fallida campaña de Helder en 1799, pero tras su fracaso permaneció como Comandante en jefe desde el edificio de Horse Guards durante el resto de su carrera. Por su parte, el Príncipe Heredero Guillermo tuvo una carrera militar accidentada en los ejércitos británico (campañas de Helder en 1799, y de Wight en 1800), prusiano (campaña de Jena de 1806) y austriaco (campaña de Wagram de 1809), antes de convertirse en rey del Reino Unido de los Países Bajos en 1815, donde un ejército neerlandés reconstituido luchó bajo el mando de su hijo, Guillermo II, Príncipe de Orange, en la Campaña de Waterloo.
Muchos oficiales que alcanzarían posteriormente prominencia recibieron su bautismo de fuego en los campos de batalla de Flandes, entre ellos varios de los mariscales de Napoleón: Jean-Baptiste Bernadotte, Jean-Baptiste Jourdan, Michel Ney, Etienne MacDonald, Joaquín Murat y Édouard Mortier. Para los austriacos, el archiduque Carlos recibió allí su primer mando tras reemplazar al herido Alvinczi en 1794, mientras que en el ejército de Hannover, Gerhard von Scharnhorst entró en acción por primera vez bajo el mando del duque de York.
En el ejército británico, el debut más notorio fue el de Arthur Wellesley (futuro duque de Wellington), quien se unió junto con su regimiento al 33.º Regimiento de Infantería a finales de 1794, participando en la Batalla de Boxtel.El futuro duque aprovechó estas experiencias durante sus posteriores campañas más exitosas en la India y en la Guerra Peninsular.
El héroe ficticio de Bernard Cornwell, Richard Sharpe, dice que su primera batalla fue la batalla de Boxtel .